# Districtul Huangpu, Shanghai
Huangpu (黄浦 în chineză, Huángpǔ în pinyin) este un district central în Shanghai, Republica Populară Chineză. Este cea mai importantă zonă comercială și de agrement din oraș, conținând faimoasa Stradă Nanjing, plus Piața Poporului, Teatrul Mare și Muzeul din Shanghai.